# Ian Lindo
Ian Lindo (Islas Caimán; 30 de abril de 1983) es un exfutbolista de Islas Caimán que jugaba en la posición de defensa y centrocampista. Actualmente, trabaja como entrenador de la selección de fútbol de las Islas Caimán sub-20.

## Carrera

### Club
Ha jugado en el equipo juvenil de la Iglesia Anglicana de San Jorge, en las Islas Caimán. Después jugó en el Club Nacional FC y, posteriormente, se unió al George Town SC, donde fue el capitán por varios años. En 2014, lideró al equipo hasta la final de la President's Cup del país, que acabó perdiendo por 2 a 1 contra el Bodden Town.

### Selección nacional
Jugó con Islas Caimán de 2001 a 2011 y anotó su primer gol ante San Vicente y las Granadinas el 6 de abril de 2001 en Fort-de-France, Martinica por la Copa del Caribe de 2001, siendo éste su único gol con la selección nacional. Sus 23 partidos son la mayor cantidad de apariciones con la selección nacional.

## Carrera como entrenador
En 2016 fue asistente de la selección sub-15 de las Islas Caimán. Como entrenador de la selección sub-20 de las Islas Caimán, los guió en la ronda clasificatoria de la Concacaf para el Campeonato de Fútbol Sub-20 de 2024, donde fueron eliminados tras perder dos partidos y empatar uno.

## Vida personal
Lindo es el único hijo de James y Valerie Lindo. Cursó sus estudios en el instituto John Gray y trabajó durante dos años antes de ingresar en la universidad Lindsey Wilson College, en Kentucky (Estados Unidos). En 2011, se graduó con un título de grado en Gestión Empresarial. En 2011, Lindo trabajaba como administrador de empresa.

## Logros
- Copa FA de las Islas Caimán: 3

2001–02, 2009–10, 2010–11
- Copa Digicel de las Islas Caimán: 2

2009–10, 2010–11
- Charity Shield de la CIFA: 1

2010